# SWEETデリバリー
『SWEETデリバリー』（スウィートデリバリー）は、鴨居まさねによる日本の漫画。
季刊『別冊ヤングユー』（集英社）にて1996年秋号から1997年秋号まで5話が連載された後、月刊『ヤングユー』に移り1997年12月号から2002年5月号まで不定期に連載された。全29話。単行本は全7巻、文庫本は全4巻。
本作品を原案として2002年に放映されたユースケ・サンタマリアと飯島直子ダブル主演のテレビドラマ『ウエディングプランナー SWEETデリバリー』についても、本記事で併せて扱う。

## あらすじ
あなただけの素敵な結婚式を―――。
オリジナルウエディングをプロデュースする会社を経営するカップルの物語。

## 登場人物
関口 実与子（せきぐち みよこ）
28歳。3年前に繊維メーカーを退職し、恋人のマコトとオリジナル・ウエディング制作会社「スウィート・ブライダル」を立ち上げた。主にドレスのデザインと縫製を担当する。後に妊娠が発覚しマコトと入籍、女の子を出産する。
母親はフラメンコ教室の先生。双子の妹がいる。
大堀 亮（おおほり まこと）
30歳。作中ではマコト。芸能誌を中心に活動していたフリーのカメラマン。恋人の実与子と「スウィート・ブライダル」を立ち上げた。社長兼プランナー兼カメラマン。後に後輩をカメラマンとして雇い、社長業に専念する。
撮影の仕事で訪れたフラメンコ教室で実与子に一目惚れしたが、当時実与子は自身のカメラの師匠である花井と付き合っており、頼み込んで叶った初めてのデートでプロポーズをした。
鈴木 ふみえ（すずき ふみえ）
27歳。「スウィート・ブライダル」社員。ヘアメイク、フラワーコーディネートなどを担当。レースやフリルやリボンなど可愛いものが大好き。実与子からは「デコラちゃん」と呼ばれ、甘やかされている。
実家の母は小さな花屋を営んでいる。父親はカメラマンで世界中を飛び回っていた。奔放な父親を嫌いながらも、これまで付き合ってきた男性は皆カメラマンだった。
摩耶が来てから、一番好きで一番プライドを持って行っていた花の仕事まで取られてしまい自信を失うが、正式に弟子入りし、めきめきと腕を伸ばしていく。
早坂 摩耶（はやさか まや）
35歳。人手不足で多忙を極めた「スウィート・ブライダル」に新たに雇われた社員。マコトのカメラマン仲間の妻。カメラの会社でメンテナンスに携わっていたため、カメラに詳しく、フラワーデザインの知識もある。
夫は身長2mの大男で、年間300日近く海外出張のため、いつまで経っても新婚カップルのようにラブラブ。
ふみえからは「おっさんがおばさんの着ぐるみを着ているよう」と言われるなど、言動が下品でおやじ臭い。
矢口 渡（やぐち わたる）
マコトの後輩のカメラマン。やる気のなさそうな態度だったが、マコトに戒められる。
人気アイドルグループの写真集を撮り人気になり、彼らの人気の下降と共に仕事も減っていったが、メンバーの1人が「スウィート・ブライダル」で式をプロデュースし、再び仕事が増え始め、フリーに戻る。
平間 周（ひらま しゅう）
ふみえの恋人。大学院で電子物理工学の研究していたが、趣味と実益を兼ねられるという理由で大学院を辞め小さな旅行会社に就職する。国会議員の視察旅行に同行した際に議員に暴言を吐いてしまい解雇される。プロレス会場もあるライブハウスにバーテンダーのバイトに入り、初めて間近で見たプロレスに心を動かされ、プロレスラーを目指すようになる。
長津田 幸子（ながつだ さちこ）
フリーのイラストレーター。実与子の高校の同級生だが、中学生の時にアルコール使用障害で1年留年した経歴を持つ。酒浸りの生活を止められない。

## 書誌情報
鴨居まさね 『SWEETデリバリー』 集英社〈集英社文庫コミック版〉 全4巻（※ ヤングユーコミックス全7巻は絶版）
1. 2007年6月15日発売、ISBN 978-4-08-618623-0、解説：枡野浩一
2. 2007年6月15日発売、ISBN 978-4-08-618624-7、「平日のデパ地下」（エッセイ）収録
3. 2007年8月10日発売、ISBN 978-4-08-618625-4、「純ちゃんのリフト」（『ヤングユー』1999年2月号・番外編）
4. 2007年8月10日発売、ISBN 978-4-08-618626-1、「SWEETデリバリー番外編」（『ヤングユー』2004年5月号）、「ロサンゼルスは砂漠気候!?」（『ヤングユー』2001年5月号）、「早大門を見に行こう!」（『ヤングユー』2000年7月号）、あとがき：鴨居まさね

## テレビドラマ
『ウエディングプランナー SWEET デリバリー』のタイトルで、2002年4月10日から6月26日まで毎週水曜日21:00 - 21:54に、フジテレビ系「水曜劇場」枠で放送された。脚本は福田靖。主演はユースケ・サンタマリアと飯島直子。
2010年11月26日にDVD化された。

### ドラマ版あらすじ
結婚式当日、しかも挙式中に婚約者の葉子に逃げられた過去を持つ男・大森トオルは、職場で課長の柿沼から子会社の披露宴プランニング会社「スウィートブライダル」への出向を命じられる。採算が取れれば本社へ戻ることができる。目立った資格は電卓検定しか持っていないトオルにとってはチャンスだった。
だが、既存の女性社員たちは採算重視のトオルのやり方に不満を漏らす。トオルの出向も婚約者が逃げた部下を持つことを毛嫌いした柿沼が取った策だった。
その時、スウィートブライダルに1組のカップルが訪ねる。離婚歴があり、子供を持つ北村由美と恋人で12歳年下の樋口亮介。亮介の父親・紀之が彼らの結婚に反対。トオルが説得するも、紀之の態度がますます硬化した。
トオルのやり方を責める女性社員たち。一方で、ウェディングプランナーという仕事とは裏腹の女性社員たちの私生活を見てしまったトオルが女性社員たちを批判する。その時、最年長OLの寺島加奈子が「挙式で花嫁に逃げられた男を見た」と暴露。実は、加奈子はトオルが葉子に逃げられた挙式でパイプオルガンを演奏したオルガン奏者だったのだ。

### キャスト

#### 主要人物
- 大森トオル - ユースケ・サンタマリア（29歳、スウィートブライダルへ出向）
- 寺島加奈子 - 飯島直子（34歳、離婚歴があり6歳の息子を持つ）
- 宇野美咲 - 木村佳乃（29歳、スウィートブライダル社員。和菓子屋の御曹司・浜谷つとむと不倫関係にある）
- 鳴海柊平 - 妻夫木聡（25歳、トオルの後輩。ファッション雑誌でカメラマンの経験がある）
- 相沢くるみ - 伊藤歩（22歳、スウィートブライダル社員。初めは毛嫌いしていた柊平に恋心を抱く）
- 宇佐美果歩 - 今井陽子（24歳、スウィートブライダル社員）
- 名波なな - 木内晶子（20歳、スウィートブライダル社員）
- 浜谷つとむ - 温水洋一（美咲と不倫関係にある老舗和菓子屋の御曹司。トオルが通うセラピーの常連）
- 蒲生響子 - 高橋ひとみ（トオル、つとむが通うセラピーの先生）
- 大森亜紀 - 石橋けい（トオルの妹。外国人と結婚したが彼の行動に納得行かず実家に帰ることが多い）
- 柿沼研介 - 山西惇（トオルの上司。トオルに対して常に皮肉を込めて言う課長）
- 寺島拓 - 神木隆之介（加奈子の息子。トオルは加奈子の子とは知らずにサッカーのコーチをしていた）
- 小此木純 - 阿部寛 （スウィートブライダルに出入りする花屋。コーヒーはブラックと決めている）

#### ゲスト
- 樋口亮輔 - 川岡大次郎（大学を卒業したばかりの23歳、第1話）
- 北村由美 - 奥貫薫（離婚歴があり1児の母である35歳、第1話）
- 金井あずみ - 遠山景織子（花嫁、第1・2話）
- 三田村貴史 - 川端竜太（冷たい態度を執るあずみの婚約者、第1・2話）
- 藤波千鶴 - 内山理名（結婚間近だが、昔の恋人である柊平が現れて困惑する、第1〜4話）
- 沢田葉子 - 西田尚美（トオルの元婚約者、第1・5話）
- 中川静江 - いしだあゆみ（吉木真由子の産みの母。真由子とは15年間音信不通、第6話）
- 吉木真由子 - 大路恵美（第6話）
- 三島はるか - 塚本璃子（現・成海璃子）（拓の初恋の子、第6・7話）
- 立花友之 - 原田龍二（加奈子の元夫。現在は名古屋でIT関連の社長、第8〜11話）
- 古川美江子 - 岡田奈々
- 三井千恵理 - 高木りな
- 三井睦美 - 鷲尾真知子
- 井出素子 ‐ 弘中麻紀
- 田口省吾 - 東根作寿英
- 大森敏子 - 銀粉蝶
- 大森雄三 - 志賀廣太郎
- 麻生英司 - 矢島健一
- 三島恵美子 - 山下容莉枝

### スタッフ
- 原作：鴨居まさね「SWEETデリバリー」
- 脚本：福田靖
- 演出：武内英樹、羽住英一郎、七高剛
- 主題歌：CHEMISTRY「君をさがしてた 〜New Jersey United〜」
- 挿入歌：佐田真由美「ever after 〜もしもあなたがいなければ〜」
- プロデュース：杉尾敦弘

### 放送日程
| 各話             | 放送日  | サブタイトル | 演出       | 視聴率 |
| ---------------- | ------- | ------------ | ---------- | ------ |
| 第1話            | 4月10日 | 理想の結婚式 | 武内英樹   | 15.6%  |
| 第2話            | 4月17日 | もと彼       | 武内英樹   | 12.5%  |
| 第3話            | 4月24日 | 29歳         | 羽住英一郎 | 11.2%  |
| 第4話            | 5月1日  | はつ恋       | 羽住英一郎 | 11.5%  |
| 第5話            | 5月8日  | 女の嘘       | 武内英樹   | 11.9%  |
| 第6話            | 5月15日 | 母の日       | 羽住英一郎 | 10.2%  |
| 第7話            | 5月22日 | 約束         | 七高剛     | 9.5%   |
| 第8話            | 5月29日 | 同級生       | 羽住英一郎 | 9.2%   |
| 第9話            | 6月5日  | 祝転職       | 武内英樹   | 8.6%   |
| 第10話           | 6月12日 | 別れ道       | 羽住英一郎 | 10.1%  |
| 最終話           | 6月26日 | 逆転         | 武内英樹   | 8.5%   |
| 平均視聴率 10.8% |         |              |            |        |

## 関連商品
- ウエディングプランナー SWEETデリバリー DVD BOX (2010年11月26日）